# Gnopharmia illustris
Gnopharmia illustris là một loài bướm đêm trong họ Geometridae.